# Sutherland (Nebraska)
Sutherland je selo u američkoj saveznoj državi Nebraska. Prema popisu stanovništva iz 2010. u njemu je živjelo 1,286 stanovnika.